# Salojärvi (sjö i Mänttä-Filpula, Birkaland)
Salojärvi är en sjö i kommunen Mänttä-Filpula i landskapet Birkaland i Finland. Sjön ligger 108,3 meter över havet. Arean är 91 hektar och strandlinjen är 9,76 kilometer lång. Sjön  ingår i Kumo älvs huvudavrinningsområde.   Den ligger omkring 62 km nordöst om Tammerfors och omkring 200 km norr om Helsingfors. 
I sjön finns ön Salosaari. 